# Trinitatiskirche (Langholt)

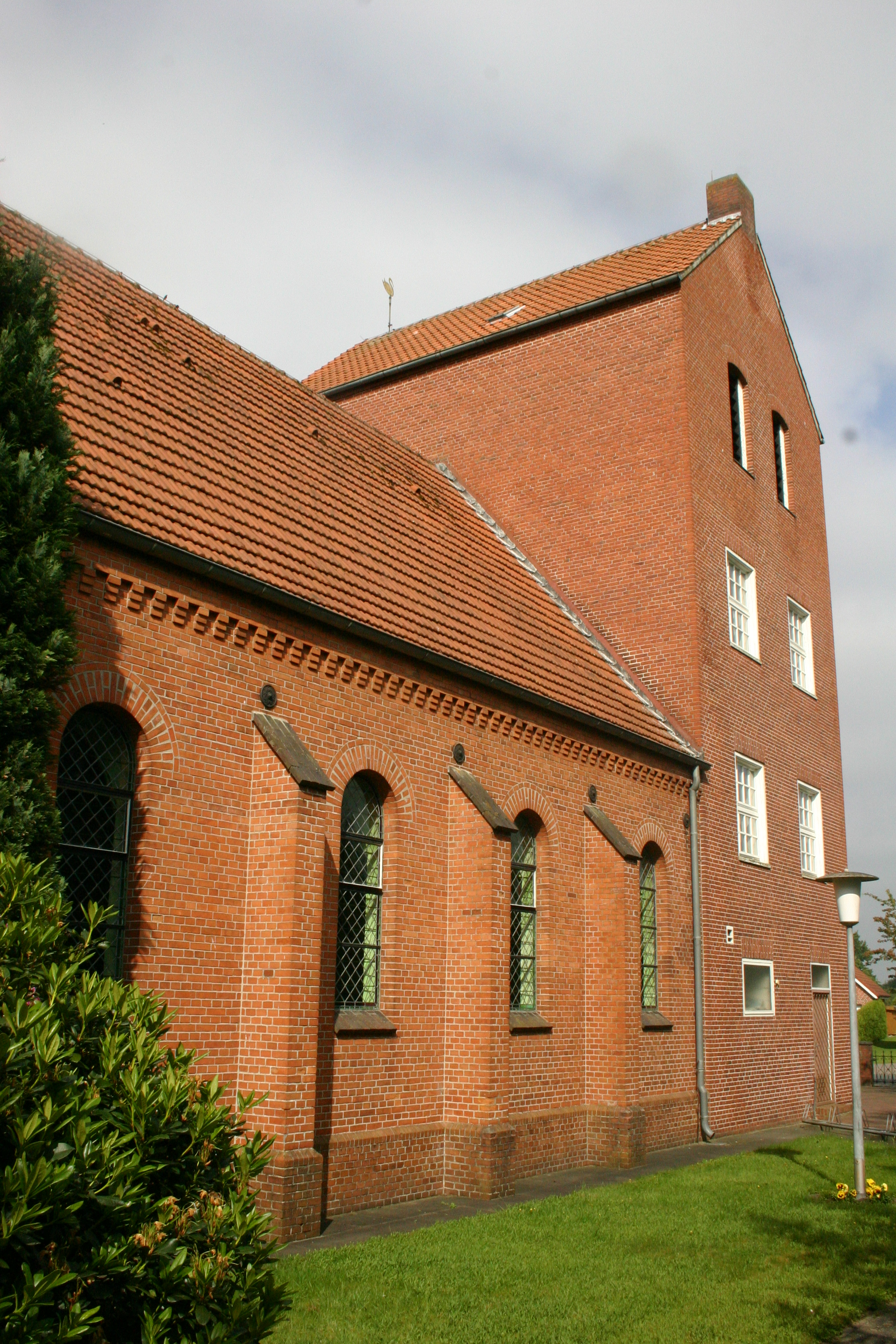
Trinitatiskirche.

Die evangelisch-lutherische Trinitatiskirche steht in Langholt, einem Ortsteil der ostfriesischen Gemeinde Rhauderfehn.

## Geschichte
Langholt entstand um die gleichnamige Johanniter-Kommende. Zunächst unterstanden die Bewohner in religiöser Hinsicht dem Konvent. Nach der Reformation wurden alle Klöster und Kommenden in Ostfriesland schrittweise aufgelöst. Besonders rigoros gingen die Grafen von Ostfriesland dabei gegen den Johanniterorden vor, der komplett enteignet wurde. Im Jahre 1574 wurde der Besitz in Langholt nach einem Vergleich wieder an den Johanniterorden zurückgegeben und von diesem anschließend an Erbpächter vergeben. Zu dem Kloster gehörte auch eine Holzkirche, die 1690 abbrannte. Anschließend wurde das Dorf nach Rhaude eingepfarrt.
Im Jahre 1899 wurde die evangelisch-lutherische Kirchengemeinde Langholt gebildet. Sie entstand aus den von Rhaude ausgegliederten Orten Langholt, Burlage und Klostermoor und hatte zum Zeitpunkt ihrer Gründung 300 bis 400 Mitglieder. Bereits im Gründungsjahr verfügte die Gemeinde über einen eigenen Pastor, der zunächst in Schulen und Privathäusern Gottesdienste abhielt. Am 17. August 1899 wurde der Bau eines Pfarrhauses nebst Betsaal beschlossen. Das Pfarrhaus wurde bereits im November 1899 fertiggestellt, die feierliche Einweihung der Kirche folgte am 2. Juni 1901 (Trinitatis). Zum Zeitpunkt ihrer Errichtung hatte die Kirche noch keinen Turm. Dieser wurde 1932 mit zwei integrierten Gemeinderäumen angebaut.
Am Sonntag, 28. Januar 1996, – 95 Jahre nach der Einweihung des Gotteshauses – erhielt es den Namen Trinitatiskirche. Im Jahre 2005 wurde ein neues Gemeindehaus errichtet und am 1. Advent des Jahres eingeweiht. Heute hat Langholt rund 1.600 Gemeindeglieder.

## Architektur
Die nicht geostete Kirche ist als rechteckige Saalkirche konzipiert. Die Langseiten werden durch abgetreppte Strebepfeiler zwischen Rundbogenfenstern gegliedert und sind oben durch einen Fries verziert. Im Chorbereich ist ein rundes Fenster angebracht, das mit buntem Bleiglas versehen ist. Der Altarbereich ist leicht erhöht und wird durch einen rundbogigen Triumphbogen dominiert.
Der mächtige dreigeschossige Turm weist eine rechteckige Grundfläche auf und steht quer zum Kirchenschiff. Die Langseiten verfügen über je drei schmale Schalllöcher, die kürzeren Seiten über je zwei. Sowohl der Turm als auch das Kirchenschiff werden durch ein Satteldach abgeschlossen.

## Ausstattung
Der Innenraum ist schlicht gestaltet. Vor dem Triumphbogen steht ein Altar, rechts davon die hölzerne Kanzel. Die Orgel wurde im Jahr 1953 von Alfred Führer mit neun Registern auf zwei Manualen und Pedal gebaut.